# Singulari quidem
Singulari quidem è una enciclica di papa Pio IX, pubblicata il 17 marzo 1856, e scritta all'Episcopato e al clero austriaco, nella quale il Pontefice invita a combattere quelli che lui ritiene errori del tempo moderno, soprattutto l'indifferentismo e il razionalismo, e raccomanda una solida formazione del clero.